# Claude Félix Abel Niépce de Saint Victor
Claude Félix Abel Niépce de Saint Victor (Saint Cyr, 26 de julio de 1805 - París, 7 de abril de 1870) fue un químico, inventor, fotógrafo y militar francés.

## Biografía
Sobrino del creador de la fotografía Joseph Nicéphore Niépce y miembro de la Sociedad Francesa de Fotografía desde 1862, descubrió en el año 1847 un método para utilizar una placa de cristal como negativo fotográfico, llamado niepceotipo, que hasta el momento se producía sobre papel. La placa de cristal se recubría con clara de huevo sensibilizada albúmina, con yoduro potásico y con unos gramos de sal común. La mezcla resultante se agitaba y se tamizaba para recubrir la placa de cristal, y una vez seca se sumergía en nitrato de plata. Con esta técnica se conseguían negativos con una excelente definición con el único inconveniente de que requería una larga exposición a la luz.
Niépce de Saint Victor, presentó su invento en la Academia de Ciencias Francesa en 1848, un año más tarde recibió un premio de dos mil francos por sus experimentos.
Posteriormente, mejoró este proceso al experimentar con acero y asfalto sensibilizado a lo que añadió resinas en polvo como las que utilizaban los artistas para las aguatintas, consiguiendo así unos niepceotipos que se hicieron muy populares entre los aficionados a las diapositivas de proyección, la linterna mágica y proyecciones estereoscópicas.

## Escritos
- Recherches photographiques. Photographie sur verre. Héliochromie. Gravure héliographique. Notes et procédés divers, A. Gaudin, Paris, 1855
- Traité pratique de gravure héliographique sur acier et sur verre, Masson, Paris, 1856